# Monstera amargalensis
Monstera amargalensis är en kallaväxtart som beskrevs av Thomas Bernard Croat och M.M.Mora. Monstera amargalensis ingår i släktet Monstera och familjen kallaväxter. Inga underarter finns listade.